# 帕特里克·希勒里

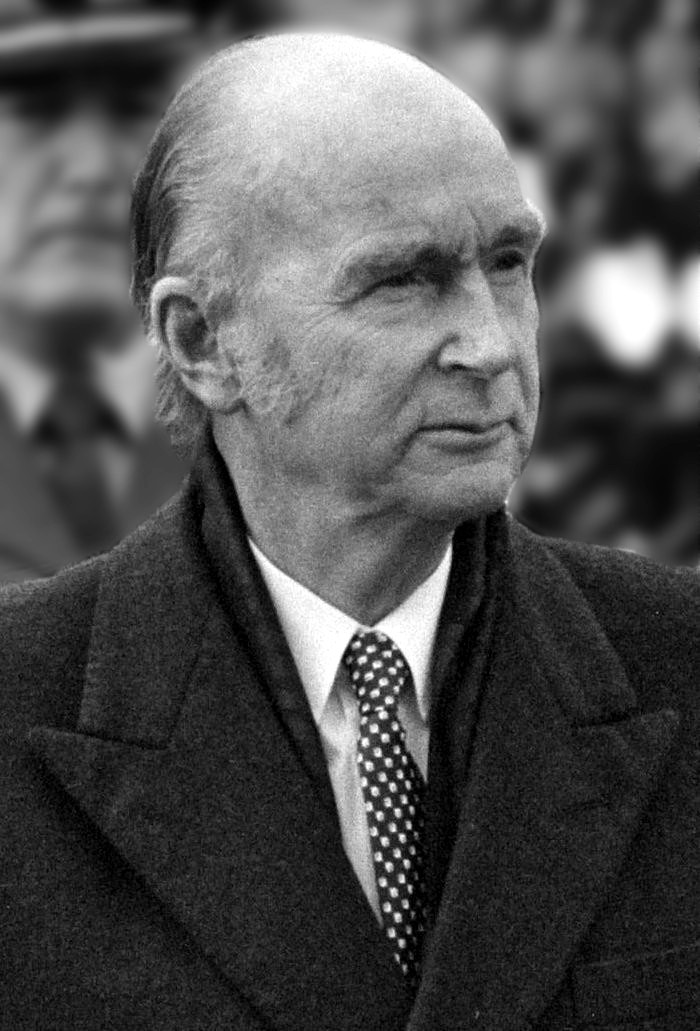
帕特里克·約翰·希勒里

帕特里克·約翰·希勒里（1923年5月2日—2008年4月12日）是愛爾蘭共和國政治家和第6任總統。他于1969年-1973年担任爱尔兰共和国外交部长。